# 心靈
在心理學中，心靈指的是人類心智的整體，包括意識和潛意識。
心理學即是對心靈的進行科學性或客觀性研究的一門學問。「心靈」一詞在心理學和哲學中有著悠久的使用歷史，此一概念可追溯到古代，代表著從科學角度理解人性的一項基本概念。在一些較古老的文本中，有時會當做靈魂（soul）的同義詞。 

## 詞源
希臘語中「ψυχή」（psyche）的基本含義是「生命」。雖然缺乏明確證據支持，但但有些人聲稱該詞源自動詞「ψύχω」（psycho，「吹」）。 衍生的涵義包括「精神」、「靈魂」、「鬼魂」，或是即「有意識的人格」、「心靈」等層面上的「自我」之意。 

## 古代心理學
「心靈」此一概念在柏拉圖哲學中佔據著核心地位。學者將柏拉圖對此術語的概念化翻譯為「靈魂」，因為他相信靈魂是不朽的。 在他的著作《斐多篇》中，柏拉圖讓蘇格拉底提出了關於靈魂不朽和靈魂脫離身體後的死後世界的四個論證。 其中蘇格拉底還說亦指出，在死後，心靈能不受身體的阻礙，進而能夠更好地獲得智慧，並體驗柏拉圖式的理型。
希臘哲學家亞里斯多德撰寫了《論心靈》（Περὶ Ψυχῆς， Peri Psyches ），是一篇對心靈具有重要影響的論著。在其著作中，他使用靈魂的概念來解釋某些官能。對於亞里斯多德而言，由於靈魂即是運動，因此需要一個解釋身體運動的原則。亞里斯多德的「三魂說」（覺魂、生魂、靈魂）在19世紀之前主導著心理學領域。在亞里士多德之前，亦有一些希臘文獻使用較不精確的方式來描述「心靈」一詞。在古典時代晚期，蓋倫醫學發展了三個「精氣」（pneuma）的概念，直接與亞里士多德的三魂相對應。

## 中世纪心理學
「心靈」（psyche）這個詞後來被拉丁化為「anima」，並成為中世紀心理學中使用的基本術語之一。傳統上，「anima」在英文中常被翻譯為「soul」，但在現代用法中，「psyche」這個詞更為常見且合適。

## 現象學
19世紀時的心理學家，如弗朗茲·布倫塔諾，將心靈的概念發展得更加主觀化。

## 精神分析
在精神分析學和其他深度心理學形式中，「心靈」指的是影響個體思想、行為和人格的驅動力。 

### 佛洛伊德學派
精神分析之父西格蒙德·佛洛伊德認為，心靈（原文為Seele）由三個部分所組成： 
- 本我（Id）：代表個體的本能驅力，大部分時間保持無意識狀態。它不受社會規則的約束，追求即時滿足。
- 超我（Super-ego）：代表個人的良心，以及對社會規範和道德的內化。超我促使人遵守規則和道德準則。
- 自我（Ego）：具有意識，作用是調和本我的驅力與超我的約束。自我處理本我和超我之間的衝突。佛洛伊德認為，這種衝突是神經症的核心。

佛洛伊德對此三個部分原本的用語為「das Es」（它）、「das Ich」（我）和「das Über-Ich」（超越-我）。根據布魯諾·貝特爾海姆的說法，後期的拉丁化術語是由其英文翻譯者提出的，可能是為了彰顯「醫學」色彩，如同其他使用拉丁語的醫學術語。貝氏亦對他所認為的偽科學式的拉丁術語提出了批評。 

### 榮格學派
許多思想家，包括卡爾·榮格，也在這個定義中包括了個人和集體元素之間的重疊和緊張關係。 

榮格的多數著作以德語書寫，其中亦仔細地定義了的「心靈」和「靈魂」的涵義。
在我對無意識結構的探索中，我被迫對「靈魂」和「心靈」進行概念上的區別。在此，我將心靈理解為所有心理過程的總體，包括意識和無意識。而另一方面，我將靈魂理解為一個明確劃分的功能複合體，最好被描述為一種「人格」。 (Jung, 1971: Def. 48 797 par.)
在榮格的德文原文中，他通常使用「Psyche」或「Seele」來指「心靈」，表示心理過程的總體。另一方面，在分析心理學的技術術語中，「靈魂」的使用範圍更加狹窄，指的是一個「功能複合體」或部分人格，而非整個心靈。常特指「阿尼瑪」和「阿尼瑪斯」。在此一層面亦會使用複合詞「心靈意象（Seelenbild）」來指稱。

## 認知心理學
現代認知科學家更偏好使用「心智」（mind）而非「心靈」。心智所指的是一組認知能力，包括意識、知覺、思考、判斷、語言和記憶等。通常被定義為某一實體在思想和意識方面的能力。 如想像力、識別力和欣賞力，負責處理感覺和情緒，進而產生對應的態度和行動。

## 腳註
1. ↑  Amoroso, Richard; Gianni, Albertini; Kauffman, Louis; Peter, Rowlands. . Singapore: World Scientific. 2018: 601. ISBN 978-981-323-203-7.
2. ↑  Hillman J (T Moore, Ed.). . New York, NY, USA: HarperPerennial. 1989: 20.
3. ↑  Henry George Liddell and Ridley Scott, A Greek-English Lexicon entry "psyche" （页面存档备份，存于）.
4. ↑  Dundes, Lauren. . Basel: MDPI. 2019: 205. ISBN 978-3-03897-848-0.
5. ↑  See p.187-197, 204 of François, Alexandre, , Vanhove, Martine  (编), , Studies in Language Companion Series 106, Amsterdam, New York: Benjamins: 163–215, 2008  [2023-08-11], （原始内容存档于2012-05-24）.
6. ↑  King, D. Brett; Woody, William Douglas; Viney, Wayne. . Oxon: Routledge. 2013: 60. ISBN 9780205963041.
7. ↑  Plato, Phaedo 69e-84b.
8. ↑  Plato, Phaedo 59c-69e
9. 1 2  Polansky, Ronald. . Cambridge: Cambridge University Press. 2007: 104. ISBN 978-1-139-46605-9.
10. ↑  Cf. Rohde, Psyche, Chapters I and VII. Also see the myth of Eros and Psyche, where Psyche was the embodiment of the soul.
11. ↑  Simon Kemp, Medieval Psychology; Simon Kemp, Cognitive Psychology in the Middle Ages; Anthony Kenny Aquinas on Mind.
12. ↑  Cf. Reed, Edward S., 1998, on the narrowing of the study of the psyche into the study of the mind. Especially Preface, page xv （页面存档备份，存于）.
13. ↑  Reber, Arthur S.; Reber, Emily S. . New York: Penguin Reference. 2001. ISBN 0-14-051451-1.
14. ↑  Freud and Man's Soul, Vintage Books, 1984, pp.52–62.
15. ↑  Perroni, Emilia. . East Sussex: Routledge. 2014: 136. ISBN 9780415682077.
16. ↑  . lexico.com. Oxford Dictionaries.   [8 May 2017]. （原始内容存档于January 1, 2020）.

## 延伸閱讀
- Valsiner, Jaan; Rosa, Alberto, The Cambridge Handbook of Sociocultural Psychology （页面存档备份，存于）, Cambridge University Press, 2007. ISBN 0-521-85410-5ISBN 0-521-85410-5. Cf. Chapter 1, p. 23, "The Myth and Beyond: Ontology of Psyche and Epistemology of Psychology".
- Wilson, Robert Andrew; Keil, Frank C., The MIT Encyclopedia of the Cognitive Sciences, MIT Press, 2001. ISBN 0-262-73144-4ISBN 0-262-73144-4
- Snow, P.J.,  The Human Psyche In Love War and Enlightenment December 2009 ISBN 978-1-921555-42-8